# Van Geetopening
De Van Geetopening is een opening van een schaakpartij die gekenmerkt wordt door de eerste zet 1. Pc3. De opening behoort tot de flankspelen en valt onder ECO-code A00, de onregelmatige openingen. De opening is vernoemd naar de Nederlandse meester Dick van Geet (1932-2012). In de Scandinavische schaakwereld staat de opening ook bekend als de Sleipner, naar het achtbenige paard van Odin,
terwijl de opening in de Engelstalige wereld bekendstaat als de Dunst Opening, naar de Amerikaanse meester Ted A. Dunst (1907-1985).
De opening wordt relatief weinig gespeeld. Met de zet 1. Pc3 valt wit weliswaar de centrumvelden d5 en e4 aan, maar kan niet voorkomen dat zwart het centrum in bezit neemt, in tegenstelling tot een zet als 1. Pf3, die 1. ...e5 voorkomt.

## Subvarianten
Subvarianten in de Van Geetopening zijn:
| Novosibirskvariant | 1.Pc3 c5 2.d4 cxd 3.Dd4 Pc6 4.Dh4 |
| Von Henniggambiet  | 1.Pc3 d5 2.e4 c6 3.d4 dxe 4.Lc4   |
| Doughertygambiet   | 1.Pc3 d5 2.e4 dxe 3.f3            |
| Battambangvariant  | 1.Pc3 e5 2.a3                     |
| Nowukunskigambiet  | 1.Pc3 e5 2.f4 exf 3.e4            |
| Bullockusgambiet   | 1.Pc3 e5 2.Pf3 Lc5                |
| Klüvergambiet      | 1.Pc3 f5 2.e4 fxe 3.d3            |
| Tübingergambiet    | 1.Pc3 Pf6 2.g4 Pxg4               |

## Voorbeeldpartij
Een korte correspondentieschaakpartij met deze opening werd gespeeld tussen Dick van Geet - Oystein Sande, 1983:
1. Pc3 d5
2. e4 dxe4
3. Pxe4 e5
4. Lc4 Le7
5. Dh5 Ph6
6. d3 en zwart gaf op.
Wit gaat de zwarte koningsstelling openbreken en zwart kan daar niets tegen doen. Dergelijke korte correspondentiepartijen zijn uitzonderlijk.